# 미네소타 팀버울브스
미네소타 팀버울브스(영어: Minnesota Timberwolves)는 미국 미네소타주 미니애폴리스를 연고지로 하는 NBA 서부 콘퍼런스 노스웨스트 디비전 소속으로 프로 농구팀이다.
1960년 미니애폴리스 레이커스가 미네소타 주를 떠나 로스앤젤레스로 옮긴 지 29년 만인 1989년에 창단했다. 1995년 드래프트에서 뽑은 케빈 가넷을 중심으로 팀을 꾸려나가며 2003-04시즌에 노스웨스트 디비전에서 우승하고 컨퍼런스 파이널까지 진출했으나 컨퍼런스 파이널에서 로스앤젤레스 레이커스에게 2승 4패로 패했다.
2007년 케빈 가넷을 보스턴 셀틱스에 보내는 대신 알 제퍼슨, 테오 래틀리프, 제랄드 그린, 라이언 곰스, 세바스찬 텔페어와 2번의 1라운드픽과 현금을 받는 트레이드를 단행하며 리빌딩에 나섰다.

## 역대 홈경기장

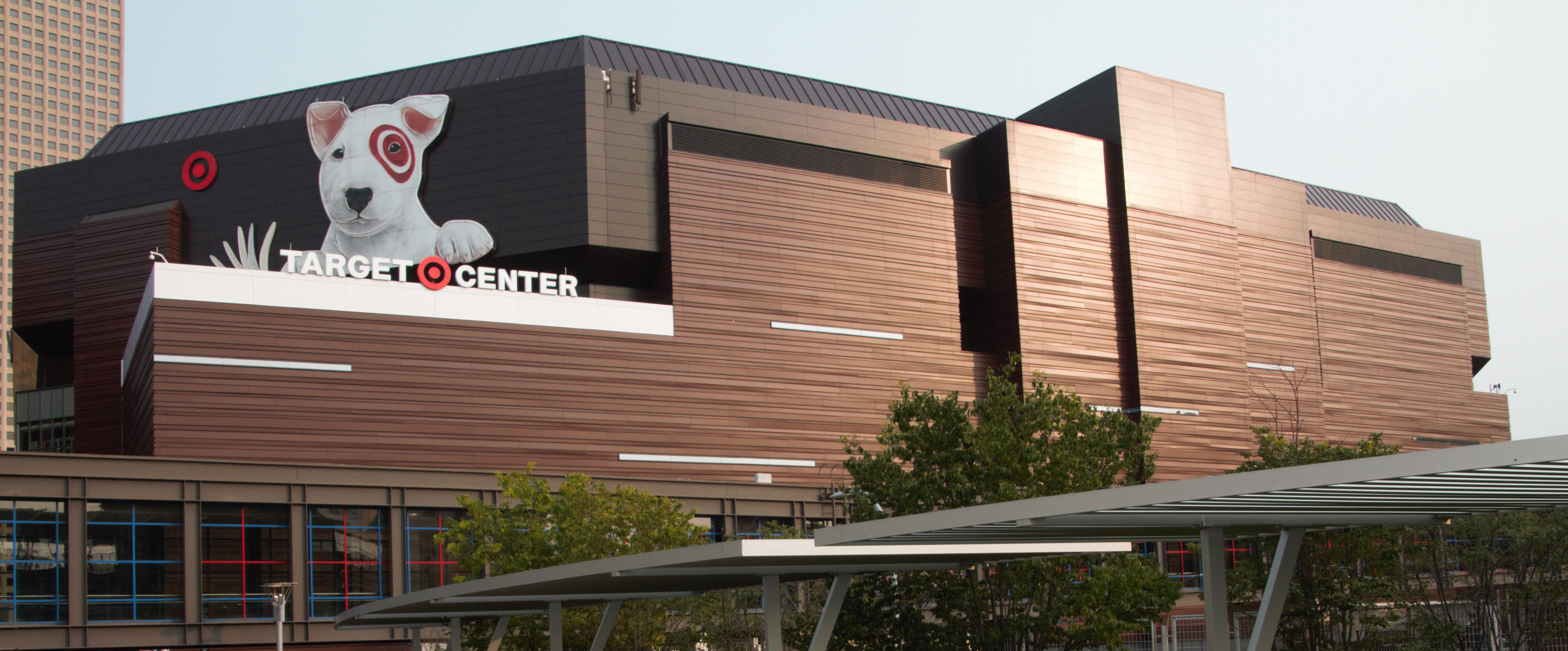
미네소타 팀버울브스의 홈경기장인 경기장 타깃 센터

| 경기장                    | 사용기간      | 수용인원 | 장소                    | 비고        |
| ------------------------- | ------------- | -------- | ----------------------- | ----------- |
| 미네소타 팀버울브스       |               |          |                         |             |
| 휴버트 H. 험프리 메트로돔 | 1989년~1990년 | 50,000명 | 미네소타주 미니애폴리스 | 빈칸        |
| 멧 센터                   | 1989년~1990년 | 16,000명 | 미네소타주 블루밍턴     | 제2홈경기장 |
| 타깃 센터                 | 1990년~현재   | 18,798명 | 미네소타주 미니애폴리스 | 빈칸        |

## 영구 결번
| 번호                | 이름        | 포지션 | 활동 기간                   | 비고                           |
| ------------------- | ----------- | ------ | --------------------------- | ------------------------------ |
| 미네소타 팀버울브스 |             |        |                             |                                |
| 2                   | 말릭 실리   | 포워드 | 1998년~2000년               | 빈칸                           |
| 6                   | 빌 러셀     | 센터   | 빈칸                        | NBA 최초로 전 구단 영구결번됨. |
| FLIP                | 플립 손더스 | 빈칸   | 1995년~2005년 2014년~2015년 | 전 감독                        |

## 같이 보기
- 미네소타 링크스